# Cures
Cures var en stad i det forntida Italien som var belägen cirka 40km nordost om Rom. 
På dess plats finns nu kommunen Fara in Sabina, som tillhör provinsen Rieti, vilken ingår i regionen Lazio.
Cares var huvudort i sabinernas land. Enligt traditionen kom de första (mytologiska)av Roms kungar i romerska riket efter Romulus - Titus Tatius och Numa Pompilius, från denna stad.